# 大特韋羅峰
61°36′55″N 8°18′07″E / 61.61528°N 8.30194°E
大特韋羅峰是挪威的山峰，位於該國東南部內陸郡的洛姆，處於加爾赫峰以南，距離首都奧斯陸230公里，屬於尤通黑門山脈的一部分，海拔高度2,309米。